# Cunaxa lamberti
Cunaxa lamberti är en spindeldjursart som beskrevs av Den Heyer 1979. Cunaxa lamberti ingår i släktet Cunaxa och familjen Cunaxidae. Inga underarter finns listade i Catalogue of Life.